# Boża Wola (powiat legionowski)
Boża Wola – wieś sołecka w Polsce, położona w województwie mazowieckim, w powiecie legionowskim, w gminie Jabłonna.
Do 19 lipca 1924 wieś nosiła nazwę: Konstantynów (gmina Góra, powiat warszawski).
W latach 1954–1959 wieś należała i była siedzibą władz gromady Boża Wola, po jej zniesieniu w gromadzie Janówek I. W latach 1975–1998 miejscowość należała administracyjnie do województwa warszawskiego.
We wsi znajdują się pozostałości po carskim forcie (Fort XVIII Twierdzy Modlin), budowanym w latach 1912–1915, należącym do zewnętrznego pierścienia fortów Twierdzy Modlin. Jego zadaniem było zamknięcie odcinka twierdzy między Wisłą a Grupą Fortową „Janówek”. Większy fort (XVIII) usytuowano na trasie Jabłonna – Modlin, natomiast mniejszy, Dzieło D-10 (Fort XVIIIa) – na skraju wydmy w uroczysku Kadzielnia na terenie sąsiedniej wsi Trzciany. W 1915 roku nieukończone jeszcze forty zostały obsadzone przez 19 kompanię Nowogieorgijewskiej (modlińskiej) Artylerii Fortecznej. Wśród obrońców twierdzy było wtedy również wielu Polaków zmobilizowanych jesienią 1914 roku przez Rosjan. Fort został wysadzony w roku 1915 przez wycofujące się wojska rosyjskie. Obecnie teren fortu jest przecięty drogą wojewódzką nr 630. Jego pozostałości po północnej stronie drogi zostały splantowane, zaś po południowej znajdują się w rękach prywatnych.
Wierni Kościoła rzymskokatolickiego należą do parafii Świętych Apostołów Piotra i Pawła w Nowym Dworze Mazowieckim.